# 四フッ化ウラン
四フッ化ウラン または フッ化ウラン(IV) (UF4) はウランのフッ化物で、緑色の結晶性固体である。蒸気圧が低く、水にはわずかに溶ける。酸化数4のウラン（ウラナス）はプロセス上で取り扱いが異なるため非常に重要である。ウラン精製工場ではグリーンソルトと呼ばれる。
四フッ化ウランは金属ウランまたはウラン酸化物(八酸化三ウラン U3O8 または 酸化ウラン(IV) UO2) から六フッ化ウランを得る際の中間物質である。六フッ化ウランを水素で還元するか、酸化ウラン(IV)にフッ化水素を作用させることで得られる。四フッ化ウランはウラン酸化物に比較して不安定で、室温で空気中の水分とゆっくり反応して酸化ウラン(IV)とフッ化水素に分解する。フッ化水素は腐食性が極めて強いため、廃棄に時間をかけるのは望ましくない。 四フッ化ウランの密度は製法や原料のウラン化合物の種類によって 2.0 g/cm3 から 4.5 g/cm3 の範囲の値を取る。
溶融塩類を作動流体として用いる溶融塩原子炉では、四フッ化ウランの使用が想定されている。四フッ化ウランは他の塩類に比べて同位体分離が不要で中性子経済や減速効率がよく、蒸気圧が低くて化学的にも安定であることから選定される。
他のウラン塩と同様に、四フッ化ウランも有毒で、吸入・摂取・接触のいずれも危険である。